# Mukbang
Mukbang ou muk-bang (hangul: 먹방; revisado: meokbang; literalmente: "emissão de comida") é um tipo de espetáculo no qual alguém transmite um vídeo pela internet ao vivo comendo grandes quantidades de alimentos. Normalmente feito através de um webcast, o mukbang se tornou popular na Coreia do Sul no final dos anos 2000. Alguns mukbangs também são transmitidos na televisão, como pelo canal Afreeca.
Os protagonistas dos mukbangs são conhecidos como "BJs", do inglês Broadcast Jockey. Os BJs interagem com seu público por meio de chats. Os mais conhecidos geram rendas com suas atividades, seja aceitando doações de seus fãs ou promovendo produtos específicos.
A palavra "mukbang" vêm das palavras coreanas "comer" (먹는; meokneun) e "emitir" (방송; bangsong).